# Michael Sørensen
Michael Sørensen (20 de diciembre de 1964) es un deportista danés que compitió en remo. Ganó dos medallas en el Campeonato Mundial de Remo, bronce en 1986 y plata en 1989.

## Palmarés internacional
| Campeonato Mundial | Campeonato Mundial       | Campeonato Mundial | Campeonato Mundial      |
| Año                | Lugar                    | Medalla            | Prueba                  |
| ------------------ | ------------------------ | ------------------ | ----------------------- |
| 1986               | Nottingham (Reino Unido) | Medalla de bronce  | Ocho con timonel ligero |
| 1989               | Bled (Yugoslavia)        | Medalla de plata   | Ocho con timonel ligero |